# Pittman Center
Pour les articles homonymes, voir Pittman.
Pittman Center est une municipalité américaine située dans le comté de Sevier au Tennessee. Lors du recensement de 2010, sa population est de 502 habitants.

## Géographie
Pittman Center est située aux portes du parc national des Great Smoky Mountains, à quelques kilomètres au nord-est de Gatlinburg, dans l'Est du Tennessee.
La municipalité s'étend sur 6,07 milles carrés (15,72 km2). Elle est notamment arrosée par la Webb Creek et la Little Pigeon River.

## Histoire
En 1784, Fredrick Emert s'installe sur les terres de l'actuelle Pittman Center. La localité est alors connue sous le nom d'Emert's Cove. Dans les années 1920, un centre scolaire y est ouvert par John Burnett de l'Église épiscopale méthodiste ; le Pittman Community Center est nommé en l'honneur du révérend new-yorkais Eli Pittman, qui a participé à son financement,.
En 1974, le bourg qui s'est développé autour de l'école devient une municipalité : Pittman Center. Le bâtiment d'économie du centre scolaire, construit en 1937, accueille la mairie de Pittman Center depuis 1977. Il est inscrit au Registre national des lieux historiques.